# 加拿大皇家學院
加拿大皇家學院（英語：Royal Canadian Institute）或簡稱為RCI，是加拿大致力於推動科學的機構，是加拿大著名的一所科研学术机构。该机构最初是由一群科学家、工程师创建的，旨在为加拿大新兴的工业社会提供科学研究和教育。在其早期的历史中，加拿大皇家学院扮演了科学研究的角色，并与加拿大的科学发展密切相关。
今天，尽管加拿大皇家学院不再进行原创研究，但它依然在推广科学方面发挥着重要作用。加拿大皇家学院定期举办公开讲座、科学晚会和其他活动，将最新的科学发现和思想带给公众，同时也倡导科学素养的重要性，以促进公众对科学的理解和兴趣。

## 外部連結
- Royal Canadian Institute（页面存档备份，存于）